# Pančák
Rybníček Pančák je jedním ze dvou malých rybníčků, nalézajících se Stračím potoce na jihozápadním okraji obce Straky v okrese Nymburk. Vodní plocha má rozlohu asi 0,3 ha. Druhým rybníčkem je rybníček Řetice.

## Galerie

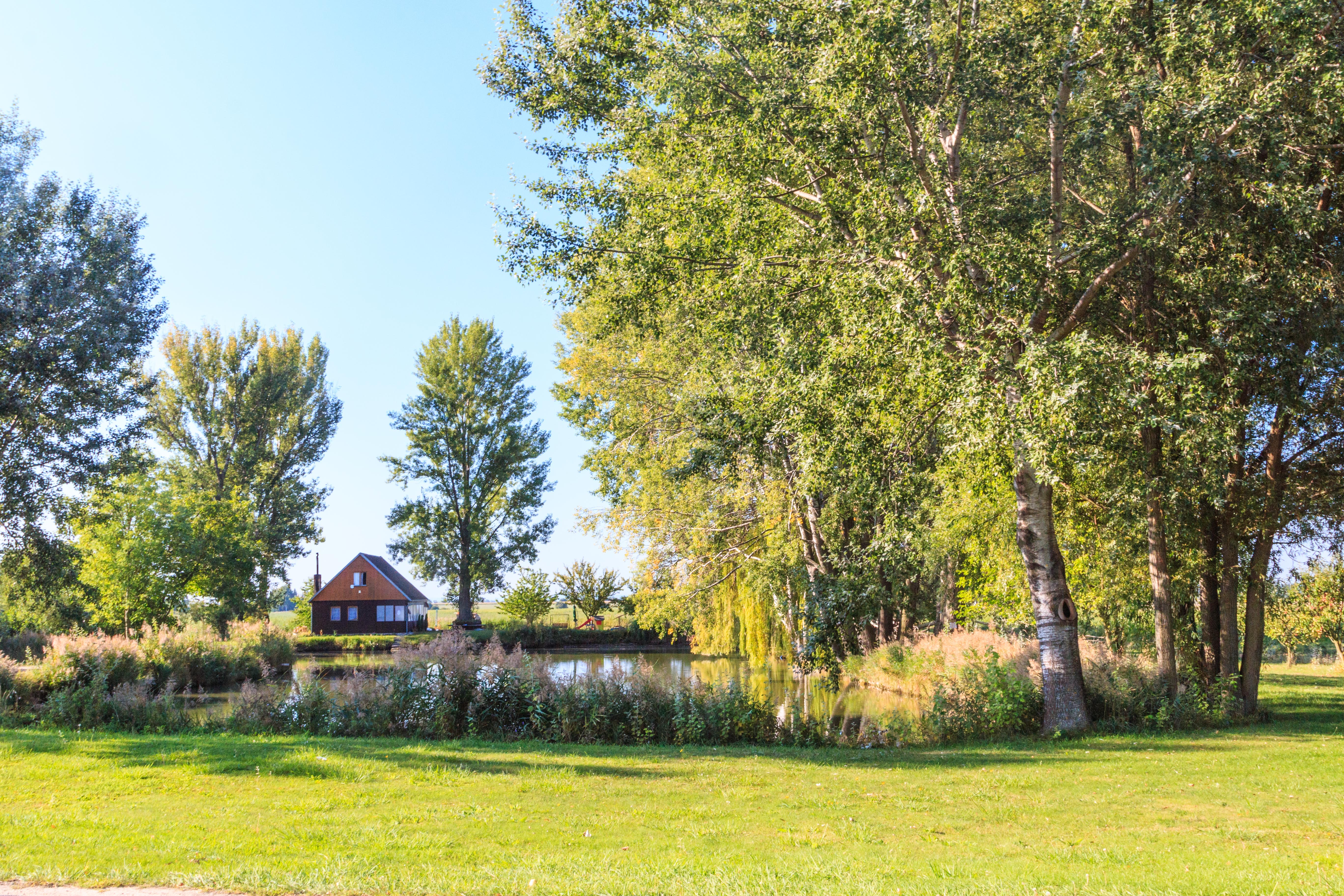
Rybník Pančák u obce Straky
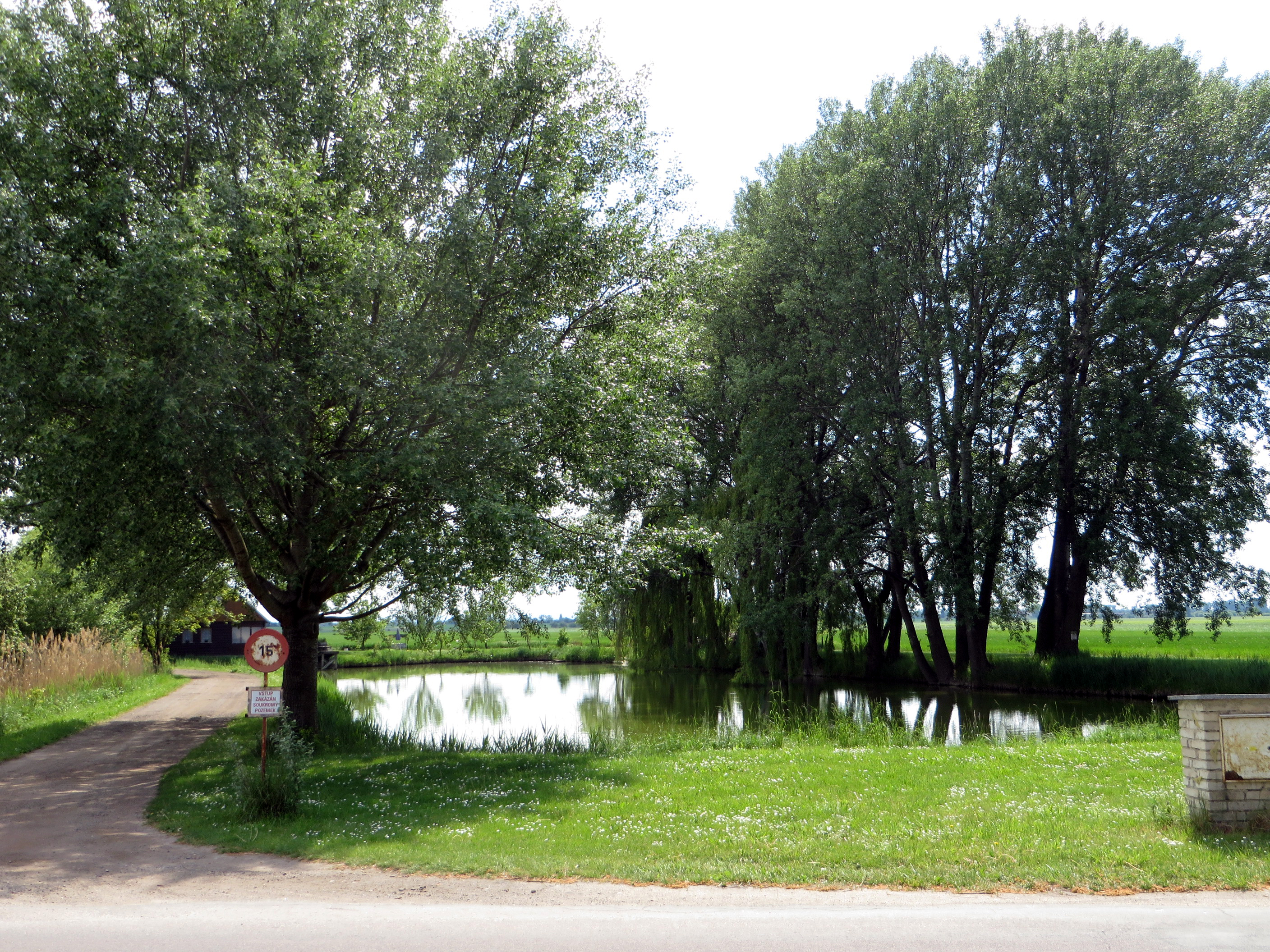
Rybník Pančák u obce Straky